# Vampires of Black Imperial Blood
Albums de Mütiilation
Hail Satanas We Are The Black Legions
(1994) Remains of a Ruined, Dead, Cursed Soul
(1999)
Vampires of Black Imperial Blood est le premier album du groupe de black metal français Mütiilation. Il est sorti en 1995 sur le label Drakkar Productions.

## L'album
Vampires of Black Imperial Blood est décrit par le critique Alvin Wee comme "un monument de l'underground français", se distinguant par un son brut et primitif, mais néanmoins mélodieux et envoûtant. Selon Wee, cet album a influencé des groupes comme les finnois Warloghe ou les américains Judas Iscariot. Pour Alexandre Guudrath, cet album présente un black metal "extrême, possédé et intense" et se caractérise par les vocaux de Meyhna'ch mi-hurlés, mi-parlés, "très loin de toute humanité". 

## Rééditions
Originellement limité à 1 000 copies, l’album fut réédité en 1999 sous forme de double-vinyle par le label End All Life Productions, dans un pressage limité à 100 copies numérotées. L’ordre des chansons diffère de l’édition originale, et comporte trois titres bonus.  
L’album fut réédité au format CD (Bootleg) en 2005 par Tragic Empire Records, avec la même liste de titres que l’édition vinyle. Un deuxième bootleg fait par Nihil Records, limité a 333 exemplaires, a également été produit pendant l'hiver 2009. 
L'album a été réimprimé sur CD par le label australien Dark Adversary en 2010. Cette dernière sortie n'est cependant pas un bootleg, contrairement à l'édition de Tragic Empire et Nihil Records.
En 2012, Drakkar Productions réédite l'album au format CD et vinyle.
En 2019, une réédition CD et vinyle est produite par Osmose Productions.

## Titres

### Édition originale (Drakkar Productions)
| No | Titre                            | Durée |
| -- | -------------------------------- | ----- |
| 1. | Magical Shadows of a Tragic Past | 10:00 |
| 2. | Born Under the Master’s Spell    | 5:29  |
| 3. | Ravens of My Funeral             | 7:41  |
| 4. | Black Imperial Blood             | 5:35  |
| 5. | Eternal Empire of Majesty Death  | 7:06  |
| 6. | Transylvania                     | 5:52  |
| 7. | Under Ardailles Night            | 4:22  |
| 8. | Tears of a Melancholic Vampire   | 8:01  |

### Rééditions (End All Life/Tragic Empire)
| No  | Titre                                                     | Durée |
| --- | --------------------------------------------------------- | ----- |
| 1.  | Magical Shadows of a Tragic Past                          | 10:00 |
| 2.  | Ravens of My Funeral                                      | 7:41  |
| 3.  | Black Imperial Blood                                      | 5:35  |
| 4.  | Eternal Empire of Majesty Death                           | 7:06  |
| 5.  | Transylvania                                              | 5:52  |
| 6.  | Under Ardailles Night                                     | 4:22  |
| 7.  | Tears of a Melancholic Vampire                            | 8:01  |
| 8.  | Forest of an Evil Dream (bonus track)                     | 5:27  |
| 9.  | Travels To Sadness, Hate And Depression (bonus track)     | 7:13  |
| 10. | The Rite Of Darkness (Morceau original par Bathory, 1985) | 5:32  |

### Membres
- Meyhna'ch : Chant, Guitare, Basse, Batterie (piste 2)
- Mordred : Basse

Musicien additionnels
- Krissagrazabeth : Batterie (piste 1,4,8)
- Loïc Teissier : Batterie (piste 3)